# Manuel Olazábal
Manuel Francisco Santiago de Olazábal (Buenos Aires, 30 de diciembre de 1799 - Buenos Aires, 19 de julio de 1872) fue un militar argentino que participó en la guerra de independencia y las guerras civiles de su país, llegando al grado de coronel.

## La Guerra de Independencia
A los trece años se enroló en el Regimiento de Granaderos a Caballo. Participó en el sitio y captura de Montevideo a órdenes de Carlos María de Alvear y luchó en Guayabos contra José Gervasio Artigas. Pasó a Mendoza, donde se unió al Ejército de los Andes. 

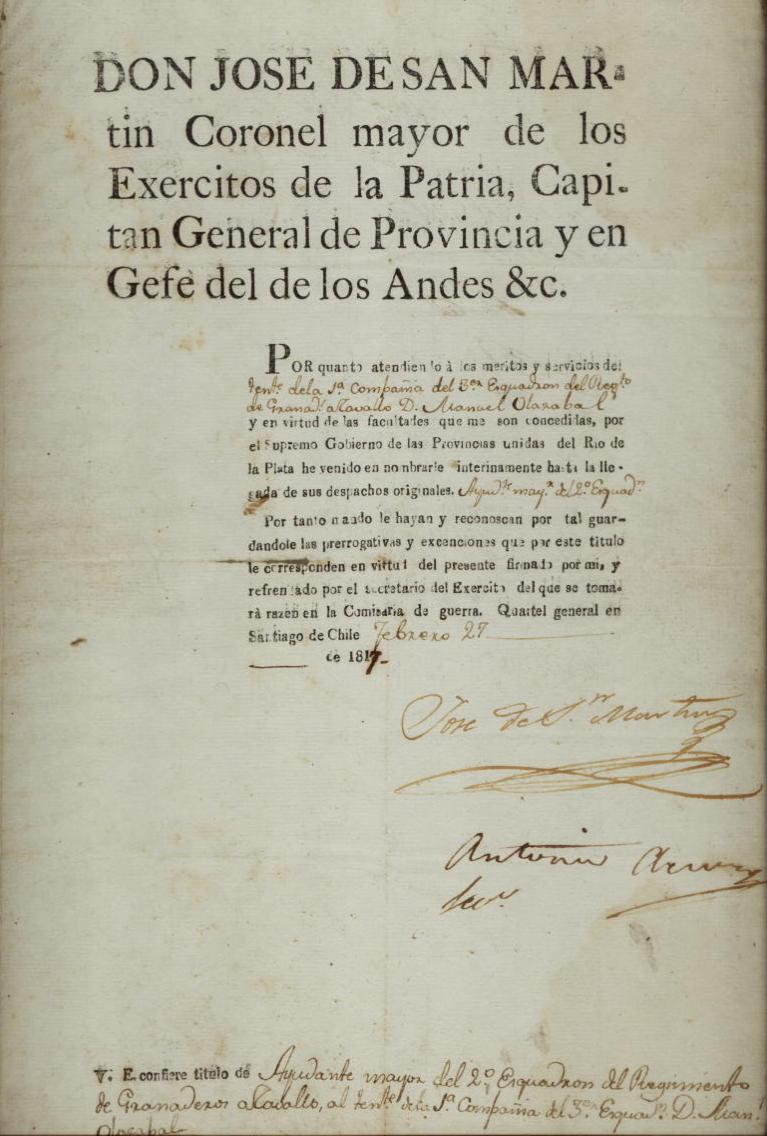
Título militar conferido por San Martin a Olazábal, ayudante mayor del 2do Escuadrón del Regimiento de Granaderos a Caballo

El general José de San Martín solicitó personalmente la mano de la patricia Laureana Ferrari en su nombre y fue su padrino de bodas en 1819, así como del primero de sus hijos. Su mujer fue una de las principales responsables de la confección de la bandera del Ejército de los Andes.
Hizo toda la campaña de Chile, luchando en Chacabuco, Gavilán, Talcahuano, Cancha Rayada, Maipú y Bío Bío.
Regresó a Mendoza a órdenes del general José Albino Gutiérrez, y a sus órdenes luchó en Punta del Médano contra José Miguel Carrera. Participó de la complicada historia política y militar de esa provincia hasta 1823, en que se puso a órdenes de José de San Martín en el paso de la Cumbre, a su regreso del Perú, y lo acompañó a Mendoza y luego en parte del camino a Buenos Aires. Participó en una campaña militar contra los indios pehuenches del sur de su provincia, pero fue expulsado por el gobernador Gutiérrez, por cómplice en una conspiración.
Se trasladó a Buenos Aires para unirse a la campaña al Brasil. Luchó en la batalla de Ituzaingó, pero unas semanas más tarde fue tomado prisionero por los imperiales; fue liberado en un canje de prisioneros. Apoyó la campaña de Fructuoso Rivera, por la que este logró reconquistar durante algunos meses la provincia de Misiones Orientales.
Acompañó a Juan Lavalle en su regreso a Buenos Aires y en la revolución de diciembre de 1828; este lo ascendió al grado de coronel por su participación en la batalla de Navarro. Luchó también en la batalla de Puente de Márquez, y fue uno de los oficiales que fracasaron en su misión de convencer a San Martín para que se quedara en la Argentina.
Tras la retirada de Lavalle, permaneció como oficial de la guarnición de Buenos Aires.

## Corrientes y Uruguay
En 1833 apoyó una campaña del general Lavalleja contra el presidente uruguayo Rivera, y a su regreso estuvo a punto de enfrentar militarmente la revolución "de los restauradores".
Tras la renuncia del gobernador Balcarce, se retiró a Corrientes, donde dirigió una academia militar en la época de los gobernadores Atienza y Berón de Astrada. En 1838 firmó, en nombre de este, un tratado de alianza con el cónsul francés, el mismo que sostenía la guerra contra Buenos Aires (y contra las provincias que se negaran a aliarse a ellos contra Buenos Aires); y también otro con el dictador uruguayo Rivera, que este no cumplió. Peleó en el desastre de Pago Largo y se salvó por muy poco de ser capturado y muerto por los entrerrianos, gracias a una veloz huida.
Se incorporó al ejército uruguayo de Rivera, y peleó a órdenes de este en Cagancha. Después fue jefe de Estado Mayor de la campaña al norte del Río Negro, y en 1842 participó en la invasión a Entre Ríos, y en la derrota de Arroyo Grande. Luego formó parte de la defensa de la ciudad durante el sitio que le impuso Manuel Oribe, y entre 1844 y 1846 estuvo a órdenes de Joaquín Madariaga en Corrientes.

## Últimas actuaciones
Regresó hacia 1850 a Buenos Aires, donde Rosas lo reconoció como coronel de caballería. Después de Caseros, batalla en que no peleó, apoyó la revolución de septiembre y fue comandante de la guarnición de la isla Martín García. Al poco tiempo se unió a la revolución de Hilario Lagos, al sitio que este le impuso a la capital entre 1852 y 1853, y al bloqueo impuesto sobre la ciudad por la escuadra federal. Tras el histórico soborno de esta, se retiró a refugiarse en Paraná, donde fue edecán de los presidentes Urquiza y Derqui.
Después de la batalla de Pavón se retiró a la actividad privada en Entre Ríos, y publicó sus Apuntes Históricos de la Guerra de Independencia en Gualeguaychú; también escribió algunas otras obras sobre San Martín y los hermanos Carrera.
Regresó a Buenos Aires al ser asesinado Urquiza y estallar la revolución de Ricardo López Jordán.
Murió en Buenos Aires en 1872. Está enterrado en el Cementerio de la Recoleta.
- Datos: Q5993928